# Gaetano Andreozzi
Gaetano Andreozzi (Aversa, 22 de mayo de 1755-París, 21 de diciembre de 1826) fue un compositor italiano, miembro de la escuela napolitana de ópera. 

## Biografía
Era sobrino del compositor Niccolò Jommelli, del que fue igualemnte alumno. Por ello, fue apodado il Jommellino. Compuso 44 óperas, entre las que destacan L'Olimpiade (1782), Giulio Cesare (1789) y La principessa filosofa (1794). Fue candidato al cargo de director del Teatro San Carlo de Nápoles, que finalmente fue asignado a Domenico Barbaja. Posteriormente fue profesor de canto en París.

## Óperas
- L'equivoco (1781)
- Arbace (1781)
- I pazzi per disimpegno (1782)
- Olimpiade (1782)
- Bajazet (1783)
- Medonte, re d'Epiro (1783)
- L'amore industrioso (1783)
- Quello che può accadere (1784)
- Didone abbandonata (1784)
- Giasone e Medea (1785)
- Le tre fanatiche (1785)
- Catone in Utica (1786)
- Virginia (1787)
- Agesilao, re di Sparta (1788)
- Arminio (1788)
- Teodolinda (1789)
- Giovanna d'Arco, ossia la pulcella d'Orléans (1789)
- Artaserse (1789)
- La morte di Giulio Cesare (1790)
- Gustavo, re di Svezia (1791)
- Il finto cieco (1791)
- Angelica e Medoro (1792)
- Amleto (1792)
- Gli amanti in Tempe (1792)
- Sofronia ed Olindo (1793)
- Ines de Castro (1793)
- Le nozze inaspettate (1793)
- Saulle (L'ombra di Samule ossia La morte di Saulle) (1794)
- La principessa filosofa ossia Il contravveleno (1794)
- Arsinoe (1795)
- Il trionfo di Arsace (1796)
- La vergine del sole (1797)
- La morte di Cleopatra (1797)
- Argea (1798)
- Pamela nubile (1800)
- Sesostri (1802)
- Armida e Rinaldo (1802)
- Il trionfo di Alessandro (1803)
- Piramo e Tisbe (1803)
- Il trionfo di Claudia (1803)
- Sedesclavo (1805)
- Il trionfo di Tomiri (1807)
- Tutti i torti son dei mariti (1814)
- Il trionfo di Alessandro Magno il Macedone (1815)